# A Kisváros epizódjainak listája
Ez a cikk a Kisváros epizódjainak listáját tartalmazza.

## Epizódok
- 1. rész – Sorakozó (1993.06.30.)

Megismerjük a történet szereplőit a kisvárosban, ahová megérkezik Hunyadi főtörzsőrmester, hogy kézbe vegye a határőrség akciósainak kiképzését. Hamarosan különleges feladatot kap…
- 2. rész – A belga (1993.07.14.)

Veszedelmes gyilkos közeledik a kisváros felé, hátizsákjában nagy értékű vöröshigany. A rendőrség a határőrség akciószázadának segítségét kéri. A szakasz Hunyadi vezetésével a határra vonul, s a főtörzs csapdát állít…
- 3. rész – Csillogó ékszerek (1993.07.28.)

Az akciószázad különleges feladatot kap: ékszerek fotózásánál kell őrködniük egy golfpályán. Úgy tűnik, minden rendben, de ez csupán a külső máz. Már sejteni lehet, hogy valami történni fog…
- 4. rész – Üldözés (1993.08.11.)

Hunyadi főtörzs a biztosítási ügynökkel az ékszerlopással gyanúsított hajósok nyomába ered. A szálak Ausztriába vezetnek, de hamarosan kiderül, hogy Hunyadit csúnyán átverték…
- 5. rész – Váratlan vendég (1993.08.25.)

Közeleg a nagy megmérettetés napja. Turcsányi úr megrendezi az első nagy, nemzetközi golfversenyt. A mezőny erős, de ki az a magas nő a versenyzők között? Nos, nem más, mint Turcsányi úr sógornője, akinek célja nemcsak a verseny megnyerése, de a kis Turcsányit is szeretné magával vinni a fiú anyjához Kanadába…
- 6. rész – Golf mindenáron (1993.09.08.)

Két titokzatos idegen kelt feltűnést a kisvárosban, Pacsek és Bartos. A fiúk a zsarolószakmában dolgoznak, és itt is azonnal munkába kezdenek. Megzsarolják Turcsányit, a szállodatulajdonost, aki Járai őrnagytól kér segítséget. Járai, mint Turcsányi könyvelője fogadja a zsarolókat…
- 7. rész – Fegyverek és kokain (1993.09.22.)

A kisvárosban szívesen fogadják az odaérkező boszniai kis árvákat és pártfogójukat, Wolfot. Egy titokzatos határsértő miatt éjszaka az ezredben riadót rendelnek el, és megérkezik Ágnes, a csinos civilruhás nyomozó is. Vajon így is gazdát cserél-e fegyver és kokain?
- 8. rész – Farkas a veremben (1993.10.06.)

Wolf, a fegyverkereskedő egy kirándulás ürügyén elrabolja Nellit, Hédit és Ágnest. Hunyadi és Járai azonban embereikkel együtt figyelemmel kísérik Wolf minden mozdulatát. Wolf – a fegyverszállítmányt egy buszba áthelyezve – túszaival a benzinkúthoz indul, hogy Abdullal, a kábítószer-kereskedővel találkozzon. A túszok miatt veszélyes és kényes helyzet megoldása Hunyadi főtörzsre és Járaira vár…
- 9. rész – Kezes kérők (1993.10.20.)

A kisvárosban megjelenik Szarka úr, aki birtokot vásárol a környéken. Nagyratörő tervei vannak, a helyi gyógyvizet szeretné hasznosítani. Gyanús tartálykocsik érkeznek hozzá, melyek felkeltik Hunyadi főtörzs érdeklődését is…
- 10. rész – Mama csak egy van (1993.11.03.)

Hunyadi főtörzs a repülőtéren várja az édesanyját Los Angelesből, de Erzsi néni gondosan elkerüli a fiát. Egyedül érkezik a kisvárosba, ahol rögtön érdeklődni kezd az általános állapotokról, meghallgatja a pletykákat és gyűjti az információkat. Eközben a gyanús tartálykocsik körül tovább bonyolódnak az események…
- 11. rész – Jó kis balhé (1993.11.17.)

Miközben az akciószázad strandol, Zolnay főhadnagy egyenruháját ellopják, és Komlósi Marit elrabolják. A KGB eltorlaszolja a határátkelőt, és a meghívott újságíróknak bemutatják túszaikat. Eközben az ál-Zolnay segít Szarka úrnak a birtokát eladni…
- 12. rész – Emberrablók (1993.12.01.)

Komlósi Marit egy pincében tartják fogva, a rendőrség keresi. Szarka úr továbbra is ügyeskedik, álingatlanos üzletét próbálja dűlőre vinni…
- 13. rész – Égi vendég (1993.12.15.)

Az akciószázad éleslövészeten van. Járai őrnagy allergiás kiütései miatt a kórházban éhezik, így helyettese, Balogh Máté ül az étteremben. Turcsányi és Hédi megérkeznek a nászútról, a kisvárosban pedig furcsa dolgok történnek. Csaba, a kamionsofőr ufót lát, az akciósok pedig egy valódi bujkáló hindut találnak a lőtéren. Ráadásul a tehenek is gyanúsan viselkednek a mezőn…
- 14. rész – Tehénkeringő (1993.12.29.)

Az akciószázad lezárta a határt az embercsempészek miatt. Járai őrnagy eközben a hindut hallgatja ki a kórházban. Nellinek gyereke lesz, de hiába várja a férjét, mint ahogy Bakács Zsuzsa is hiába várja Hunyadit. A határőrök szolgálatban vannak és a határon is teljes a hírzárlat az UFO miatt…
- 15. rész – Készültség (1994.01.12.)

Fontos diplomáciai esemény színhelye lesz a kisváros. Két magas rangú külföldi fog itt találkozni. A rendőrség az esemény biztosításához az akciószázad segítségét is igénybe veszi és az Interpol is elküldi a saját emberét. Hamarosan azonban két gyanús, bőrruhás motoros tűnik fel a környéken. Úgy látszik, van valaki, aki meg akarja akadályozni ezt a találkozót…
- 16. rész – Hajtóvadászat (1994.01.26.)

A Tanár úrról mindenki elhiszi, hogy ő az Interpol embere, egyedül Járai őrnagy gyanakszik rá a szemüvege miatt. Miközben a vadászatnak álcázott találkozó elkezdődik a két fontos vendég között, Balogh Máté a gyanús motorosok ügyében nyomoz. Ezalatt a Tanár úr arra készül, hogy meghiúsítsa a találkozót. A laktanyában kialakított főhadiszálláson egymást követik az izgalmas meglepetések…
- 17. rész – Mindenki nyomoz (1994.02.15.)

Mónika és a KGB visszatér a kisvárosba és ezzel újabb bonyodalmak kezdődnek. Barna ezredes hírt kap egy kokainszállítmányról, emiatt lezáratja a határt. Emmi, aki az utazási irodában dolgozik, eltűnik. Bár Járai őrnagy még az éttermet is otthagyja, mégsem sikerül a nő nyomára bukkannia. Hédi lánya eközben Bécsben kutatja Pákozdi nyomát, akit apjának hisz…
- 18. rész – Negyven kiló kokain (1994.02.23.)

Előkerül Emmi holtteste, s így Járai őrnagynak most már egy gyilkossági ügyben kell nyomoznia. A Belga nevű hírhedt bűnöző megszökött a börtönből és ő próbálja meg a kokainszállítmányt átcsempészni a határon. Hunyadi tudja, hogy a Belga bosszút akar állni rajta, és ennek megfelelő tervet eszel ki. Ezalatt a két KGB-zenész, Kiss és Gidó elhatározzák, hogy megszerzik maguknak a kokaint…
- 19. rész – A tanárnő titka (1994.03.09.)

Hunyadi főtörzsnek szabadnapja van, és a kíváncsi férfi Bakács Zsuzsa nyomába ered, hogy kilesse, mit csinál a tanárnő minden délután Ausztriában, a kaszinóban. Nem is sejti, milyen bonyodalmakba keveredik emiatt. Közben mamája, Erzsi néni megérkezik a kisvárosba, mintha csak megérezte volna, hogy szükség van a segítségére. Járai őrnagy nyugalmas életét is veszély fenyegeti…
- 20. rész – Viszontlátásra Erzsike! (1994.03.23.)

Mindenki azt hiszi, hogy a gyerekrablók valahol Ausztriában tartják fogva Sziszit, a híres és gazdag Herr Szilágyi kisfiát. Járai őrnagy nem sejti, hogy Bakács Zsuzsát, Hunyadi főtörzset és a gyereket a szomszédos raktárban őrzi Szacsi bácsi. Azt azonban Járai és Erzsi néni is tudja, hogy a foglyokat azonnal megölik, amint Herr Szilágyi kifizeti a váltságdíjat. Miközben az osztrák rendőrség arra gyanakszik, hogy Bakács Zsuzsa rabolta el a fiút, Erzsi néni akcióba lép…
- 21. rész – Erdőtől a fát... (1994.11.03.)

Egy fülledt kisvárosi délutánon egy öreg autó megállíthatatlanul robog a határ felé. Hédi patikájából kábítószer-tartalmú gyógyszerek tűnnek el egy sötét alak jóvoltából. Járai őrnagy szerint csendes napokat élnek, csak valakik lopkodják a fát az erdőből. Közben kiderül, hogy Magyarországról Ausztriába rendszeresen szállítanak kábítószert. Vajon van-e összefüggés a történtek között?
- 22. rész – A képtolvajok (1994.11.17.)

A nyár elképzelhetetlen nyaralás nélkül. Erre készül Forgács doktor a lányával, Andreával. S mivel messzire utaznak, megbízzák Csabát és egy riasztókészüléket a ház felügyeletével. De minden hiába, a doktor lakásában található értékes festmények eltűnnek. Az erdészházba egy titokzatos festőnő költözik, akivel Hunyadi főtörzs hamarosan összeismerkedik…
- 23. rész – A trónörökös látogatása (1994.12.01.)

A kisváros élete a megszokott nyugalomban zajlik, amikor lelőnek egy autószerelőt. Se tettes, se indíték. Muharaq, a hawari trónörökös látogatása is felpezsdíti az életet, mivel kiderül, merényletet terveznek ellene. Vajon van-e összefüggés a két eset között?
- 24. rész – Olasz diszkó[1] (1994.12.15.)

Kitűnő hangulatban telnek el a kisvárosi fiatalok szombat estéi a Római Discóban. Ehhez hozzájárulnak azok a kábítószeres rágógumik, amiket a diszkóban árulnak. A diszkó tulajdonosnője nemcsak kábítószerrel, hanem leánykereskedelemmel is foglalkozik. Ennek esett áldozatul az a két lány is, akik éppen hazafelé szöknek Olaszországból, ahol fogva tartották őket. Sajnos az események tragikus fordulathoz vezetnek. De semmi nincs veszve, ha Járai őrnagy és a határvadász szakasz Hunyadi vezetésével összefog a veszélyes bűnözők ellen.
- 25. rész – Szemet szemért (1994.12.29.)

A kisvárosban rejtélyes módon megölnek egy sportolót. Az áldozat és a felesége alig pár hónapja költöztek a városba. A sportembernek nem voltak ellenségei, legfeljebb ellenfelei. Járai őrnagyot azonban nem hagyja nyugodni az értelmetlen gyilkosság, ezért alapos nyomozásba kezd. Az, hogy a volt öttusázó Végváron született, elég ok arra, hogy az indítékot a múltban keresse…
- 26. rész – Védelmi zsarolás (1995.01.12.)

Nehéz napok járnak a kisvárosi üzletekre és tulajdonostársaikra. Három harcias zsaroló járja a várost, védelmi pénzt követelve. Nem kivétel ez alól Herczeg úr üzlete sem. A legnagyobb baj az, hogy senki sem mer feljelentést tenni a zsarolók ellen. Járai őrnagy Hunyadit és csapatát kéri fel segítségre, mert érzi, csak összefogással tudja megállítani a zsarolókat…
- 27. rész – Díjugratás (1995.01.26.)

Nemzetközi lóverseny tartja lázban a városka lakóit, ami nagy kihívást jelent Hunyadi számára is. A háttérben illegális fogadásokat kötnek a város biliárdtermében, míg néhány külföldi manipulálni akarja a verseny eredményét. Ennek érdekében semmitől sem riadnak vissza… 
- 28. rész – A Tolvaj húga (1995.02.09.)

Hadgyakorlatot tart a század, és a gyakorlat közepén Tolvaj eltűnik. Kiderül, hogy a fiú húgát szeretné megmenteni, aki rossz társaságba keveredett. Hunyadi utána megy, hogy észhez térítse. Közben a városban egymás után lopják az értékesebb, márkás autókat. Felmerül a gyanú, hogy Tolvaj húgának is köze van a dolgokhoz…
- 29. rész – A fegyvercsempész (1995.02.23.)

A kisváros határában egy felborult kamion akadályozza a forgalmat. A balesetben van egy-két szokatlan körülmény. Nem találják sehol a kamion sofőrjét, és a törmelékek között fegyverek is vannak. Járaira vár a feladat, hogy megfejtse a rejtélyt…
- 30. rész – Tuniszi kapcsolat (1995.03.09.)

Hunyadi főtörzs és Bakács Zsuzsa egy fantasztikusnak ígérkező nyaralásra készülnek Tunéziába. Elutazásuk után Budapesten meggyilkolnak egy orosz férfit. Mivel a halott magyarországi kapcsolata Végvárra vezet, Járai őrnagy segítségét kérik. A nyomozást Tuniszban kell folytatniuk, így Járai őrnagy és kollégája odautazik. S mivel kicsi a világ, így összefutnak Hunyadiékkal. A közös nyaraláson a közös nyomozás és a közösen megoldott bűnügy is összeköti őket.
- 31. rész – Műlesiklás (1995.03.23.)

Zolnay és Mari Ausztriába készülődnek egy síparadicsomba. Itt futnak össze Járaival, akit a kötelesség szólított oda – egy meggyilkolt magyar férfi képében. Míg a fiatalok önfeledten élvezik a téli sportokat, Végváron kirobban a botrány: Schneider megszökött. Felbukkan két ukrán is egy veszélyesnek tűnő, titokzatos ládával…
- 32. rész – Országúti rémségek (1995.04.06.)

Az utóbbi időben a környéken sorra tűnnek el a kamionok. Így jár az egyik nagy cég kamionja is, a sofőrrel együtt eltűnik. Bence és Nelli kellemes víkendezésre indulnak, amikor rátalálnak a sebesült sofőrre. A kamionközpont műholdkövetője nyomán a szakasz az erdőbe megy, ahol kamion helyett egy lerobbant Ladát találnak. A határon közben elfognak egy menekültekkel megrakott kamiont. A nyomok egy szerelőcsarnokhoz vezetik Hunyadit és a szakaszt, akik a tőlük megszokott leleményességgel semmisítik meg a bűnözőket.
- 33. rész – Leányszöktetés (1995.04.20.)

Mióta megszűnt a szögesdrót és megnyílt a zöldhatár, a bűnözők előszeretettel használják illegális határátlépésre Végvár környékét. Ezzel próbálkozik két alvilági alak, akik lányokat akarnak átszöktetni. De hála Balogh Máté nyomozásának és Hunyadi határvadász-szakaszának, mindez csak terv marad…
- 34. rész – Orvvadászok (1995.05.04.)

Három fegyveres lelő egy vaddisznót az erdőben. Kiderül, hogy egy pesti bankot raboltak ki és a zsákmánnyal akartak átszökni a határon. Ám mikor kisebb vita után megölik az egyik társukat, már nincs visszaút. A kisváros iskolájában túszokat ejtenek. Hunyadi ezt már nem nézheti tétlenül…
- 35. rész – Füttyvadász (1995.05.18.)

A városkában megölnek egy kedves, mindenki által szeretett festőművészt. Miután kiderül, hogy értékes bélyeggyűjtemény is eltűnt a lakásból, Járai őrnagy nagy erővel kezd nyomozni a rablógyilkos után. Sejtik, hogy a gyilkos külföldre akarja csempészni szerzeményét, ezért fokozott figyelmet fordítanak a zöldhatárra. Nem is hiába. A tettest menekülés közben az erdőben Hunyadi főtörzs határvadász szakasza foglyul ejti…
- 36. rész – Várfesztivál (1995.06.01.)

Fesztiválra készülődnek Végvár lakói. Az egyik legjelentősebb esemény a KGB-koncert, melyet mindenki izgatottan vár. Menet közben akad pár probléma, mivel elromlik a szintetizátor, és az együttes menedzsere bűncselekmény áldozata lesz. Végül is a koncert az együttes és Hunyadi közreműködésével igazán emlékezetes marad mindenki számára.
- 37. rész – Az utolsó akció (1995.06.15.)

Betörnek Végvár egyik számítástechnikai cégéhez. Ellopnak négy értékes számítógépet és eltűnik az éjjeliőr is. Hunyadi leszerelő csapata utolsó hadgyakorlatára készül. Úgy tűnik, hogy Járai és Hunyadi ismét közös akcióra készül a leszerelő szakasszal.
- 38. rész – Előszezon (1995.06.29.)

Közeledik a nyár, a nyaralások, üdülések időszaka. Turcsányi is egy új kemping megnyitását tervezi a Tisza-tónál. El is utaznak tanulmányútra Hédivel, Mari egyedül marad otthon, Zolnay gondjaira bízva. Andrea és Mari véletlenül szemtanúi lesznek egy bűnténynek. S mivel Marit meglátták a tettesek, élete halálos veszélybe kerül…
- 39. rész – A sivatagi rózsa (1995.07.13.)

Egy gyógyszercsempész banda garázdálkodik az országban. Több nagyváros után eljutnak Végvárra is. A módszer mindig ugyanaz: orvosi pecsétet és receptet lopnak. Ezekkel nagy mennyiségben váltanak ki egy növekedést serkentő gyógyszert, melyet külföldön milliókért értékesítenek. Ám Végváron nem számolnak a sokat próbált és összeszokott csapattal…
- 40. rész – Túszszedés (1995.07.27.)

Két álarcos férfi kirabol egy alföldi postahivatalt. A rablásnak halálos áldozata is van. A rablók zsákmányukkal a déli határ felé veszik az irányt. A határon azonban nem sikerült átjutniuk. Kezdetét veszi a túszszedés…
- 41. rész – Íjászok (1995.08.10.)

A Tisza-tónál Turcsányi felestársa lesz egy kempingnek. Megismerkedik egy ottani neves ügyvéddel, aki Végvárra utazik a másik tulajdonossal a szerződést aláírni. Ám mielőtt erre sor kerülne, megölik az ügyvédet. A gyilkosság azonban nem hétköznapi, mert a gyilkos szerszám egy nyílvessző…
- 42. rész – Előléptetés (1995.08.24.)

Barna ezredes és Zolnay főhadnagy ebédelni hívják Hunyadit Herczeg úr éttermébe. Az alkalomra Hunyadi előléptetése ad okot. Ebéd közben kigyullad az udvaron álló szemetes konténer és a tűzoltók szándékos gyújtogatást állapítanak meg. Mivel több robbantásos tűzeset is történik a városban, Balogh Máté és Járai azonnal nyomozásba kezd…
- 43. rész – Hamis pénz (1995.09.07.)

KGST-piac Végváron. Piti kis tolvaj járkál a vásárlók között a nagy alkalomra várva és egy parkoló minibusz kelti fel az érdeklődését. A zsákmány megszerzése után sikerül elmenekülnie a helyszínről, a táska tulajdonosának nem kis bosszúságára. Másnap reggel a tolvajt holtan találják, zsebében néhány ötezressel. Járaiék kiderítik, hogy a pénz hamis, így a dolog kezd komolyra fordulni. Hosszas nyomozás után a menekülő tetteseket Járaiék és a határőrök ollóba fogják. Innen aztán nincs menekvés!
- 44. rész – A mérkőzés (1995.09.20.)

A budapesti parancsnokság felrendeli Járait és tájékoztatja, hogy a baráti mérkőzésre érkező bolgár focicsapat egy ismeretlen tagja kábítószert hoz eladásra. Járai feladata a csapat megfigyelése. Munkájába bevonja Balogh Mátét és Hunyadit is. Az ügyet egy gyilkosság még tovább bonyolítja…
- 45. rész – Kikötőben (1995.10.05.)

Egy ukrán csempészbanda nukleáris robbanófejet akar Ukrajnából Boszniába juttatni. Ehhez egy magyar kamiont akarnak felhasználni, amely Vöröskereszt szállítmányt vinne a területre. A minden gyanú felett álló átverés azonban már az elején gyanússá válik…
- 46. rész – Halálos zuhanás (1995.10.19.)

Filmesek érkeznek Végvárra reklámfilmet forgatni. A felvétel alatt szörnyű baleset történik. Egy fiatal manöken lány leesik a várfokról és a boncolásnál a szervezetében nagy mennyiségű altatót találnak. Nem csoda hát, ha Járait nem hagyja nyugodni az eset és nyomozásba kezd…
- 47. rész – Zenekarok (1995.11.02.)

Az idén a végvári laktanyát éri a megtiszteltetés, hogy megrendezze a fegyveres testületek fúvószenekarainak találkozóját. Barna ezredes Zolnayt és Hunyadit bízza meg a találkozó szervezésével, rendezésével és lebonyolításával. Talán nem is lenne semmi baj, ha nem tűnne fel a városban "Sebész", a tolvaj…
- 48. rész – Zárjegy (1995.11.16.)

A külföldről illegálisan behozott és vámolatlanul forgalomba kerülő áruk hatalmas vagyonhoz juttatják a bűnözőket. De ahhoz, hogy belföldön értékesíteni tudják, vámraktár és hamis zárjegyek szükségesek, s mivel Végvár közel van a határhoz, ideális hely az ilyen bűnözők számára…
- 49. rész – Kísértet (1995.11.30.)

A Malom-tó partján holtan találnak egy halászt. A helyszínre érkező mentőorvos megállapítja, hogy szívroham végzett a szerencsétlenül járt emberrel, a rendőrségnek tehát nem sok dolga akad vele. A tónál a határőrség továbbképzést tart, ahol Hunyadi előadóként vesz részt. Az éjszaka szolgálatot teljesítő határőr furcsa dolgokra lesz figyelmes, s mire fegyverét előkapná és rászögezné a hatalmas köpönyeges alakra, már túl késő…
- 50. rész – Nyakék (1995.12.14.)

A végvári ékszerkiállításra egy különleges ékszer vonzza a látogatókat: a Vandermeer nyaklánc, amit Maria Antoinette kapott 1788-ban. Ám ahol ilyen értékes ékszer található, ott bizony megjelennek a rosszfiúk is. Csak egy hibát követnek el, azt hogy Végváron próbálkoznak…
- 51. rész – Ildikó múltja (1995.12.28.)

Ildikó életét néhány rész óta nyomon követhetjük. Akkor óriási hibát követett el, aminek következtében eddig egy osztrák börtön vendégszeretetét élvezte. Most, hogy szabadult Magyarországra utazik, hogy új életet kezdjen. Ám a múlt ingoványa továbbra is lehúzza. Egy elvetemült gyilkos üldözi…
- 52. rész – Hadgyakorlat (1996.01.11.)

A határvadászok hadgyakorlaton vesznek részt. Minden a terv szerint halad, mikor parancsot kapnak a déli határszakasz megerősítésére. Ez a nagy sietség az illegálisan átsodródó többszörös gyilkosok miatt van, mivel veszélyeztetik a környékbeli falvak lakóinak életét. Ekkor még senki sem gondolja, hogy a gyilkosokkal való találkozás majdnem tragédiába torkollik…
- 53. rész – Vonattemető (1996.01.28.)

Somorjai úr, a végvári Realbank fiókjának igazgatója nemrég érkezett a városba. Itt is hódol kedvenc időtöltésének, a filmezésnek. A végvári vonattemető megfelelő helynek látszik a felvételekhez. Ám az anyag montírozásánál különös dologra lesz figyelmes. A legjobb megoldásnak az tűnik, ha a látottakról értesíti Járai őrnagyot…
- 54. rész – A buszon (1996.02.02.)

Gróf és a szakasz néhány tagja az erdőben járőrözik, amikor az erdő szélén egy parkoló autóbuszt pillantanak meg. A busz utasai egy vérző arcú férfit vesznek körül, és kiderül, hogy ismeretlen tettesek megtámadták és kirabolták őket. A határőrök azonnal értesítik a rendőrséget és közös nyomozásba kezdenek…
- 55. rész – Aknamunka (1996.02.22.)

A Hotel Vitalban egy kertész munka közben aknát talál. Mindenki az gondolja, hogy a II. világháborúból maradt vissza a fel sem robbant szerkezet. Ám hamarosan kiderül, hogy ezt az aknát napjainkban is használják, és nem is olyan rég hasonlóval harcoltak nem messze a határtól. Mindenki megrémül, és nem érti, hogy kerül egy ilyen veszélyes szerkezet Turcsányi kertjébe. Ám az okra hamarosan fény derül…
- 56. rész – Titkosírás (1996.03.07.)

Tótisz doktor régész, aki tunéziai ásatásai során értékes kincsekhez vezető titkosírást fejtett meg. Mielőtt bejelentené a tudományos világnak a felfedezését, Végvárra utazik, ahol régi jó barátját keresi fel. A vacsoránál nagy a viszontlátás öröme, és Tótisz elújságolja a jó hírt hű barátjának. Ám másnap Tótisz doktort holtan találják a szobájában…
- 57. rész – Emberrablás (1996.03.21.)

Somorjai az irodájában tárgyal Kollár úrral, aki különös kölcsönt kér a banktól. Tízmillió forintot akar, amiért szavatolja a bank biztonságát. Ám Somorjai nem hagyja megzsarolni magát, ami később nagy kellemetlenségekhez vezet…
- 58. rész – A jósnő (1996.04.04.)

Különös, idős hölgy érkezik Végvárra. Vele egy vonattal jön Bakács Zsuzsa is, aki egy év londoni tartózkodás után tér haza és Hunyadi már izgatottan várja. Az idős hölgy a Hotel Vitalban száll meg. Megérkezése nagy port ver fel, hisz ismeretlenül is mindenkit a nevén szólít. Ez önmagában talán nem is lenne annyira érdekes, de a hölgy feltűnésével egyidejűleg más szokatlan dolgok is történnek…
- 59. rész – A lövészklub (1996.04.15.)

Jimmy, Pici és Gróf egy gyanús férfit tartóztat le a határ közelében, akiről később kiderül, hogy veszélyes bűnöző és akit több országban is köröznek. Ám ahhoz, hogy magyarországi kapcsolatát lefüleljék, Járainak álruhát kell öltenie…
- 60. rész – Autótolvajok (1996.05.02.)

Somorjai elmegy Andreával, hogy kipróbálja az új autót. Később gyalog folytatják az utat, az autót pedig az erdőszéli parkolóban ténfergő csavargóra bízzák, aki nem tudja megvédeni a tolvajoktól a rábízott kocsit. Somorjai bejelenti az autólopást a rendőrségen, majd Járaiék a termálfürdőben holtan találják a csavargót. Ekkor új személy kapcsolódik be a nyomozásba, Bakács Zsuzsa…
- 61. rész – A vendégjátékos (1996.05.16.)

Új vendég érkezik a Hotel Vitálba, Kiril Majtics, a Vital SC új labdarúgója. Herczeg úr lázban ég és azt reméli, így bejut a csapat az NB III-ba. Ám már az első mérkőzés előtt érdekes dolgok történnek. Kirilt az országúton majdnem megölik, de szerencsére Somorjai úr és videókamerája tanúi lesznek az esetnek…
- 62. rész – Kazettahamisítók (1996.05.30.)

Egy kisteherautó száguld az országúton, előzés közben majdnem lesodorva Grófot és Jimmyt. A nagy sietség gyanús lesz a fiúknak, ezért feltűnés nélkül követni kezdik. A nyomok egy határmenti házba vezetnek, ahol hamis magnókazettákat gyártanak. Miközben a kazettahamisító banda után nyomoznak, Tiszafüreden KGB koncertre készülnek. A szálak összefutnak…
- 63. rész – Autóverseny (1996.06.13.)

Járai és Barna ezredes Szlovéniába utaznak néhány napra, hogy kipihenjék magukat. A város azonban ez idő alatt sem marad rossz kezekben, ugyanis a két ifjú titán, Balogh Máté és Zolnay lép a helyükre. Ám ez a néhány nap sem ígérkezik túl nyugodtnak a fiatalok számára, mert a városba két bűnöző érkezik, akik kirabolnak egy pénzszállító autót…
- 64. rész – Lívia, a testőrnő (1996.06.27.)

Nem mindennapi feladat vár Járai őrnagyra, Barna ezredesre és a határvadász szakaszra. Az IFOR-erők egy vezető diplomatája érkezik a katonai repülőtérre, ezért Járaiéknak a kormányőrséggel együttműködve kell dolgozniuk, hogy biztosítsák a diplomata biztonságát…
- 65. rész – Nyaral a gyilkos (1996.07.25.)

Bakács Zsuzsa Járait a Tiszához csalogatja pihenni, horgászni. Az őrnagy imád horgászni, így nem tud ellenállni a kérésnek, és mivel Balogh Máté egyedül is boldogul, ráhagyja a várost. Ám Járai kikapcsolódásából komoly munka lesz, miután egy hullát fog ki a Tiszából…
- 66. rész – Veszély a nádasban (1996.08.08.)

Zolnay és szakasza vízi kiképzésen vesznek részt a Fertő-tónál. Kiképzés közben délszláv menekültek egy csoportjára bukkannak, akik illegálisan, egy gumicsónakkal próbálnak átjutni a határon. A menekültek elmondják, hogy – tudomásuk szerint – ki áll a csempészés és a hamis útlevelek hátterében…
- 67. rész – Extázis (1996.08.22.)

A szombat esti diszkó után fiatalok egy csoportja mulatozik az erdei parkolóban, és villognak jobbnál jobb autóikkal. Egy szerencsétlen manőver következtében az egyik a szakadékba zuhan, és kiderül, hogy az autót vezető fiú aznap este nem volt a maga ura. Tetteit egy tabletta befolyásolta, melyet a diszkóban szerzett. Vajon hogy került a tabletta a diszkóba?
- 68. rész – Átverés (1996.09.05.)

Herczeg úr éttermében két különös fickó megfenyeget egy szállítási vállalkozót. Az ígéretüket csak Somorjai úrnak köszönhetően nem tudják beváltani, aki szemtanúja lesz az inzultusnak, sőt, videóra is rögzíti. Ám egy kamion elrablásának brutális körülményei miatt a rendőrség és a határőrség is beszáll a szállítási vállalkozó védelmébe…
- 69. rész – Az útvonal (1996.09.19.)

Az embercsempészés nagy gondot okoz a határokon, különösen, hogy a szervezett bűnözők is beszállnak az üzletbe. Ezért az osztrák és magyar határőrök közös határövezeti gyakorlatra készülnek. A gyakorlat megbeszélésén felmerül egy Matyusek nevű ukrán férfi személye is, aki alaposan gyanúsítható a Magyarországról átcsempészett emberek továbbszállításával…
- 70. rész – A legszebb lány (1996.10.03.)

Nagy esemény Végvár életében a város gimnáziumának színielőadása. A műsor után azonban holtan találják az est legszebb lányát. A nyomozás során felszínre kerülnek a diákok közötti irigykedések, indulatok és viták. Vajon ezek között kereshető a lány halálának oka, vagy az országban garázdálkodó mániákus gyilkos elvetődött Végvárra is?
- 71. rész – Ismerkedési nap (1996.10.17.)

Barna ezredes sajtótájékoztatót tart, ahol közli, hogy a Határőrség ismerkedési napot tart, melyen a határőrök hozzátartozói hű képet kaphatnak a laktanyában folyó munkáról. A nap fénypontja egy nagyszabású koncert, ahol a KGB együttes lép fel. Ezt az alkalmat kihasználva Németországból egy lemezkiadó cég is érkezik, amelynek már az első nap ellopják a Mercedesét. Nyomban feljelentést tesznek Járainál…
- 72. rész – A trükk (1996.10.31.)

Járai őrnagy Budapestre utazik a szokásos parancsnoki tájékoztatóra. Miközben egyedül sétálgat a fővárosban, véletlenül szemtanúja lesz egy gyilkosságnak. A gyilkost le is tartóztatja, aki ezért halálosan megfenyegeti, amit Járai nem vesz komolyan. Hazautazik Végvárra, és hamarosan be kell látnia, hogy a gyilkos nem beszélt a levegőbe…
- 73. rész – A vendég (1996.11.14.)

Lángokban álló raktárépülethez érkeznek a tűzoltóság kocsijai. Gottfried úr, a raktár tulajdonosa nem boldog, a vizsgálat eredménye egyértelmű: szándékos gyújtogatás történt. Ráadásul Gottfried úr fontos külföldi vendégeket vár a napokban…
- 74. rész – Biztos tipp (1996.11.28.)

Sok pénzzel kecsegtető befektetés lehetősége rázza fel a kisváros polgárainak hétköznapjait. Turcsányi, mielőtt belefogna az üzletbe, kikéri Somorjai úr véleményét. Időközben kiderül, hogy a vámőrséget is érdekli az ügy, mert a cég hasonló befektetéseket kínált Ukrajnában, Romániában és Oroszországban is…
- 75. rész – Főnícia takarék (1996.12.12.)

A kis Tisza környéki falu postásnőjét csúnya baleset éri, s eközben Végváron egy fiatalember nagy összeget vesz ki a bankból a takarékkönyve terhére. Ugyanezt a fiatalembert másnap holtan találják. Végváron elindul a nyomozás a titokzatos tettesek után…
- 76. rész – Tengerparti végjáték (1996.12.26.)

Szafari Park, tenger és Végvár. Mi lehet az összefüggés ezek között? Természetesen egy bűnügy: gyilkos, áldozat, szerelem, hazugság és egy nemzetközi bűnszövetkezet. A megoldás ismét Járai őrnagy kezében van.
- 77. rész – Ereklyék (1997.01.09.)

Fegyveres rablást követnek el a kis hegyi templomban, és ugyancsak fegyver ropog Végvár utcáin is. Az eddig szegénynek ismert Klosár viskójában nagy értékű ereklyék bukkannak fel. Rigó arcát véresre verik. Ebben a káoszban csak egy valaki tehet rendet – Járai őrnagy!
- 78. rész – Rókavadászat (1997.01.23.)

A határon luxusterepjáró bukkan fel, de az ellenőrzés során a sofőr "meggondolja" magát és visszafordul. A gimnázium diákjai "rókavadászatot" játszanak a határszakaszon, magukra vonva a járőröző Pici figyelmét. A határon elszemtelenednek az autócsempészek. A rendőrség a diákok rókavadász játékában találja meg a megoldás kulcsát.
- 79. rész – Vízszennyezés (1997.02.06.)

Két fiú rosszul lesz egy osztálykiránduláson, mérgezési tünetekkel kezelik őket. A Polgári Védelem megállapítja, Végváron és környékén szennyezett a talaj és a kutak is, így az ivóvíz veszélyes. Kitör a pánik. A rendőrség és a határőrség összefog a polgári védelemmel, hogy rájöjjenek, miként került a veszélyes anyag a talajba…
- 80. rész – Kivégzés (1997.02.20.)

Tamás és Eszter romantikus éjszakai sétáját hátborzongató események zavarják meg. A kegyetlen kivégzéssel még nem érnek véget a kisváros környékén a gyilkos merényletek. A vizsgálatok során kiderül, Végvárt sem kerülik el a nagyvilágban oly mindennapos maffia csatározások.
- 81. rész – Nyom nélkül[2] (1997.03.06.)

Békésen pókerező gengszterekre csapnak le a kommandósok. Egyikük késve érkezik a partira, így megússza a razziát. A még szabadlábon lévő maffiózó válogatás nélkül nyúl minden eszközhöz, hogy elmenekülhessen. Mari és Zolnay már csak a közelgő esküvőre tudnak gondolni…
- 82. rész – Függöny fel! (1997.03.20.)

Ez az epizód egy színházi előadás forgatagába kalauzolja a nézőt. Férfiak és nők, bizalom és féltékenység, szerelem és gyilkosság. Néha a dráma a színházon kívül is folytatódik…
- 83. rész – Reptéri fogás (1997.04.03.)

Végvári hőseinket továbbképzésre rendelik a Ferihegy II. repülőtérre, ahol Hunyadi régi barátja, Martyn ezredes a biztonsági szolgálat parancsnoka. Az athéni járaton kábítószercsempész érkezik. A feladat a csempész és a szállítmány lekapcsolása, és az egész hálózat felgöngyölítése.
- 84. rész – Az ördög nevében (1997.04.17.)

Somorjai egy fényes nappal elkövetett bankrablás szemtanúja lesz. Szerencsére a határőrök látványos akcióban elfogják a háromfős banda vezetőjét, ám a vezér nélkül maradt két fiatal a legszélsőségesebb eszközöktől sem riad vissza, hogy kiszabadítsa főnökét…
- 85. rész – Cirkusz (1997.04.30.)

Vadállatok, kötéltáncosok, bohócok. Nagy kaland van készülőben Végváron. Cirkusz érkezik, és az esemény szinte mindenkit így, vagy úgy felkavar. Járai a jegesmedvének örül, Hunyadi régi barátjával találkozik a cirkuszosok között. Mindezt egy gyilkosság zavarja meg.
- 86. rész – Esküvő (1997.05.15.)

Eljött a várva várt nap, az esküvő, és mindenki erről beszél. Kivéve azt az elegáns üzletembert, akit hidegen hagy a fiatalok boldogsága, és csak egyetlen cél lebeg a szeme előtt: a Makár-tanya tulajdonjogát szeretné megkaparintani. De vajon miért?
- 87. rész – Laptop (1997.05.29.)

A békés piknikezéssel induló estéből hajnalra véres gyilkosság lesz. Eltűnik egy hordozható számítógép, amiről hamarosan kiderül, hogy egész Európa rendőrsége keresi. A gép ugyanis egy fegyvercsempész banda dokumentációját őrzi, és akinél a laptop, az uralja a piacot…
- 88. rész – Madarak útján (1997.06.12.)

A határon nagy a mozgás: földön, égen, levegőben. Szokatlan probléma vetődik fel: postagalambokat visznek át a szomszédos országba. Megnyitják a somogysági repülőteret, ahol régi ismerőseink teljesítenek szolgálatot. Már az első éjszaka titokzatos amerikai magángép landol a reptéren…
- 89. rész – Lóáldozat (1997.06.26.)

Határőr Lovaskupára készül Hunyadi, és a szintén remekül lovagló Vendel. Eközben a határ közelében megölnek egy istálló-tulajdonost és elrabolnak néhány értékes lovat. Minden valószínűség szerint a rablók szándéka: a lovak kicsempészése az országból. Ehhez azonban Hunyadiéknak is lesz egy-két szava!
- 90. rész – Gyilkosság a hajón (1997.07.10.)

Járai őrnagy abban bízik, hogy néhány kellemes horgászással töltött, halban gazdag pihenőnapja lesz a Tiszánál. Ugyancsak a Tiszánál pihen Grálik professzor, egy nagy jelentőségű találmány szellemi atyja, aki nagyon furcsán viselkedik. Mintha folyton félne, rettegne valakitől. Amikor a békés kiránduló hajó fedélzetén meghal, Járaira hárul a feladat, hogy megtudja, mitől félt a tudós, mert csak így találhatja meg a gyilkost.
- 91. rész – Török gyerek megvágta... (1997.07.24.)

Bakács Zsuzsa ifjú kolléganője Dorottya boldog, mert szerető férfit talált egy török üzletember személyében. Ám a szerelmi légyottra érkező nő holtan találja a férfit, és hamarosan rádöbben, hogy a gyilkos vagy gyilkosok az ő életét is ki akarják oltani. Dorottya segítséget keres…
- 92. rész – A merénylő (1997.08.07.)

Bűnöző legyen a talpán, aki börtönből való szabadulása után úgy dönt, hogy leszámol azzal a rendőrrel, akinek a bent töltött éveket köszönheti. Bill – aki most szabadult a sittről – azonban tudja mit csinál. Úgy dönt, megöli Járait, és külföldön új életet kezd. Az ember tervez…
- 93. rész – A negyedik bélyeg (1997.08.21.)

A filatelisták között olykor sok tízmilliós értékek cserélnek gazdát. Az üzletek többségükben legálisan köttetnek, de előfordul, hogy egy-egy ritkaság megszerzéséért a vérbeli gyűjtők letérnek a becsületes útról. Sőt! Van amikor egy értékes bélyegért a gyilkosság sem túl nagy ár…
- 94. rész – Cserbenhagyás (1997.09.04.)

Egy terepjáró leszorít az útról egy autót, amiben nagymama és unokája kirándulnak. A balesetben az unoka súlyosan megsérül, a baleset okozója megállás nélkül továbbhajt. Járai és a balatoni ellenőrzésre igyekvő Barna a cserbenhagyó után erednek, de a vízirendőrség segítségére is szükségük van, hogy elkapják a tettest.
- 95. rész – Kinek a háza? (1997.09.18.)

Egy fiatal lány érkezik a nagyvárosból Végvárra, hogy átvegye jogos örökségét, egy házat. A városban aztán kiderül, hogy a házban laknak, és a lakók azt állítják, – s ezt papírokkal igazolni is tudják – hogy ők a valódi tulajdonosok. Ráadásul minél hamarább szeretnék eladni az ingatlant…
- 96. rész – Egy kis vitamin (1997.10.02.)

Hédi kedvező áron vitamintablettákat vásárol egy ismeretlentől. Takarékosságának kis híján áldozatul esik lánya, Mari. Hédinek gyorsan meg kell találnia az ellenszérumot, ehhez azonban a gyógyszerhamisítók nyomára kell bukkannia. A rendőrség és a határőrség az osztrák kollégákat is bevonva megkezdi a nyomozást…
- 97. rész – Az idegen lány (1997.10.16.)

Ájulásig fáradt, meggyötört lányt találnak a határőrök, aki visszafelé menekül a határzónában. Ismeretlen nyelven beszél, ráadásul valamit közölni akar Barnáékkal és Járaival, akik nem tudják, honnan jött és ki elől menekült a lány. Közben egy idegen érkezik Végvárra, aki a titokzatos menekültet keresi…
- 98. rész – Középkori játékok (1997.10.30.)

Zolnayt áthelyezik a keleti határhoz és rögtön meg is zsarolják: egy nagy értékű kamiont kellene átengednie a zöldhatáron. Zolnay visszautasítja az ajánlatot, és ezzel elkezdődik családja kálváriája. Hédi és Mari Kőszegre kirándul, hogy megnézzék a középkori várjátékokat. Az előadás közben Mari eltűnik, és Zolnayval tudatják, hogy felesége életéért cserébe a kamion átengedését kérik az emberrablók.
- 99. rész – A manó (1997.11.13.)

Különös dolgok történnek Végvár környékén ezekben a napokban. Titokzatos manó felbukkanása foglalkoztatja a határőröket a zöldhatáron, s magára hagyott csecsemőt is találnak, de a gyereket később ellopja valaki tőlük. Klosár úr, a csavargó megbetegszik egy zárjegy nélküli üvegbe töltött italtól. Mindezeket a problémákat sürgősen meg kell oldani!
- 100. rész – Mit akart mondani? (1997.11.27.)

Járai névtelen levelet kap, majd egy izgatott férfihang közli vele, hogy titokban mielőbb találkozniuk kell. Járai azonban a megbeszélt helyen hiába várja az ismeretlent. Másnap reggel egy autó csomagtartójában férfi holttestet találnak, és Járai biztos benne, hogy az áldozat akart vele előző nap találkozni. De miért?
- 101. rész – A látszat csal (1997.12.11.)

Egyre több külföldi panaszkodik a határon: az odavezető úton sokszor és indokolatlanul megállítják őket a rendőrök, és tetemes bírságot kell fizetniük. Barna kérésére Járai őrnagy belső vizsgálatot rendel el, ám ez nem állítja meg a folyamatot. Az esetek egyre szaporodnak…
- 102. rész – Kaland Tunéziában (1997.12.26.)

Járai, mielőtt tunéziai üdülésére indul, megkapja egy körözés alatt álló bűnöző fotóját. Az ügyet Mátéra bízza. Ám a szállodájában meglepetés éri, a körözött bűnöző szintén ott nyaral. Eközben az otthoniak azt állítják, Pécsett is felbukkant a keresett egyén. Egyszerre két helyen pedig nem lehet. De akkor ki a tunéziai ember, és mit tegyen most Járai?
- 103. rész – Infarktus a postán (1998.01.08.)

A falusi posta alkalmazottja, aki egyébként Járai közeli ismerőse, épp fia vadászbalesetéről értesül, amikor egy sísapkás, üvöltöző alak szó szerint halálra ijeszti. A rabló ezután elmenekül. Mi történt pontosan? Valóban egy rablás és gyilkosság megúszható egy jó ügyvéddel? Mindezt megtudhatjuk a sorozat újabb epizódjából.
- 104. rész – Halálidő (1998.01.22.)

Az ismert könyvelőt, aki kétes üzletembereknek is dolgozott, megfojtva találják a határőrök a zöldhatáron. Bűnösre utaló nyomok nincsenek. Járai tanácstalan, egyedül Máté számítógép-őrületében bízhat. A gyilkos ugyanis meg van győződve róla: a pénzszerzés eddig ismeretlen módját találta meg. Az ügy felgöngyölítéséhez az eddigieknél is nagyobb fantázia kell.
- 105. rész – Negyvenéves bűntett (1998.02.05.)

Telegdi, a hazatelepült amerikás magyar igencsak népszerű a végvári rokonok körében. Ezúttal egy magyar származású csinos hölgy is áthalad a végvári határállomáson. A hölgy az apja gyilkosát jött felkutatni, aki több mint negyven évvel ezelőtt, 1956-ban tűnt el szökés közben…
- 106. rész – Különös véletlenek (1998.02.19.)

Somorjai bevállalja a végvári fürdő felújításának a vezetését, mivel megbízói nyerték el a kiírt tendert. Mióta ezen dolgozik, számtalan különös baleset éri. Ki vagy kik állnak a vállalkozót bosszantó esetek hátterében? Eközben Hunyadi a végvári iskolában harcművészeti tanfolyamot tart, és akad egy különösen ügyes hölgy tanítványa…
- 107. rész – Költöztetők (1998.03.05.)

Luca néni, a nyugdíjas tanárnő, férje halála után egy régi házba költözik. A látszatra jó szándékú költöztető cég munkatársait azonban az üres lakásba hiába várják. Kiderül, a cég telefonszáma egy fülkéé, a tanárnő bútorai és festményei pedig eltűntek. Ráadásul ott van még a titokzatos váza ügye, ami valamitől mindennél fontosabb az öreg hölgy számára…
- 108. rész – Fényképek és pofonok (1998.03.19.)

Rafael, az előző részben megismert fotós különös dolgokat művel a határ közelében. Érthetetlen módon fényképez tárgyakat, autókat. Hunyadi gyanakszik, de nem tehet semmit. Amikor aztán ismeretlenek feldúlják a fotós lakását, őt magát fejbe verik és Rafael mégsem tesz feljelentést, már a rendőrségnek is gyanús lesz a dolog. Közös nyomozásuk a pécsi álarcosbál forgatagába vezet…
- 109. rész – Postáskaland (1998.04.02.)

Lárma veri fel a lakótelep csendjét: megtámadták a nyugdíjat fizető postást és elvitték a táskáját. A postásnő felismerte a támadóban azt a fiút, aki nemrég nála dolgozott. A fiúnak alibije nincs, a legtöbb körülmény ellene szól, de mégis ártatlannak vallja magát. Egyedül Járai hisz neki, de csak akkor tudja igazát bizonyítani, ha megoldja az ügyet. Eközben újabb postást ér támadás…
- 110. rész – A rajongó (1998.04.16.)

Bodó Katit, Szakács barátnőjét zaklatja egy ismeretlen telefonon és levélben is. A környezete szokványos esetnek fogja fel a dolgot egészen addig, amíg a színésznőt kis híján megölik. Emiatt el is marad első szólólemezének bemutatója. Járai azonban arra biztatja, lépjen fel a koncerten, azt gyanítja ugyanis, hogy a merénylő egy "rajongó"…
- 111. rész – Csomag az ülés alatt (1998.04.30.)

Károlyi úr Grázba menet felvesz egy stoppos lányt, sőt, egy estét Végváron tölt vele. Reggelre a lány eltűnik és a határon Károlyi kocsijában egy csomag kábítószert találnak az ülés alatt. Károlyi meg van győződve róla, a lány tette oda a csomagot. Igazát nem könnyű bizonyítania…
- 112. rész – Nyom nélkül (1998.05.14.)

A határőrök egy holttestre bukkannak. Nyomok nincsenek, a személy azonosíthatatlan. Még azt sem lehet megállapítani, hogyan került a helyszínre az élettelen tetem. A végváriak többsége meg van győződve róla, hogy idegen civilizáció kísérleti alanyát találták meg és a városban kitör az UFO-láz. Járainak más a véleménye.
- 113. rész – Erős sodrás (1998.05.28.)

A pécsi kaszinó egyik vendége rengeteget veszít, mégpedig más pénzét, amire másnap szüksége lesz. A farostlemezgyárban a munkabér borítékokban várja a másnapi kifizetést, de éjjel eltűnik a könyvelő, a biztonsági őr és a pénz is. A főkönyvelő végvári, ezért Járai őrnagy is bekapcsolódik a nyomozásba. Akkor még nem is sejti, hogy később még búváregységekre is szükség lesz.
- 114. rész – Három kabát (1998.06.11.)

Rigó, a kocsmáros bejelentésére Járaiék behatolnak egy lakásba, ahol két körözött bűnözőt fognak el. A fogason három kabát lóg, de hiába keresik a harmadik tulajdonosát. Eközben nyoma vész egy manikűrös hölgynek, majd Bodó Katának is. Felbukkan a városban Madár úr, az embercsempész, aki természetesen tagadja, hogy bármi köze is lenne az elmúlt időszak történéseihez.
- 115. rész – Titok és megoldás (1998.06.25.)

Az országból kifelé igyekvő kamionon árulkodó nyomokat, vért, hajszálat találnak a határőrök. A sofőr mindent tagad és nagyon ideges. Nyilvánvaló, hogy gázolás történt a kocsival. De mikor, hol, ki az áldozat és ki vezette a kocsit?
- 116. rész – Rabszolgatartók (1998.07.09.)

A Végvár melletti kis öntödében gyanúsan kevés ember dolgozik, de a munkaügyi ellenőrzés nem talál hibát. Közben hajnalban egy összeégett idős embert találnak a kórház előtt, akit senki sem ismer. A két ügy összefügg, csak azt kell kideríteni, hogyan!
- 117. rész – Három szorítás (1998.07.23.)

Luca néni Mátéval és Évával eltartási szerződést akar kötni, ám megjelenik tíz éve nem látott fia, akinek szüksége van a házra egy kölcsön fedezetéhez. A rákövetkező éjszaka Luca nénit megfojtják, és a gyanú a fiára terelődik, akinek nincs alibije. Szerencsére Járai felülemelkedik a személyes indulatokon.
- 118. rész – Kaland a strandon[3] (1998.08.06.)

Járai a gyógyfürdőben kúráltatja fájós derekát és rendkívül büszke magára, hiszen nap mint nap a strand legszebb fiatal hölgye telepszik mellé. Beszélgetni kezdenek egymással és igazi barátság és érdeklődés alakul ki közöttük. Közben a környék pénzautomatáival furcsa dolgok történnek, de Járai ezúttal nem akarja a munka miatt megszakítani idilli életét, ezért kollégáira bízza az ügy megoldását.
- 119. rész – Az alibi (1998.08.19.)

Egy reggel bukósisakos férfi tör be a Végvár főterén lévő utazási irodába, pénzt követel az alkalmazottól, majd törni-zúzni kezd. Járaiék a riasztás után elfogják a tettest, aki nagy meglepetésre, egyáltalán nem akar elmenekülni. Ráadásul rendkívül furcsa seb van az egyik vállán. Járai a rejtély nyomába ered.
- 120. rész – Titkos gulyás (1998.09.02.)

A Balaton partján védelmi pénzeket zsarolnak ki a vendéglátással foglalkozókból. A bűncselekmény egyre nagyobb méreteket ölt, és a hatóságok tehetetlenek. A csopaki rendőriskolában tanító Járai megbízást kap, hogy fiatal rendőrök bevonásával derítse fel az ügyet.
- 121. rész – Gyilkos mámor (1998.09.16.)

Megjelent egy új, ecstasy jellegű kábítószer, melyet tizenévesek között terjesztenek a dílerek, többek között a szép, új, orfűi strandon is. A kábítószer azonban nem tiszta, így több fiatal is életveszélyes állapotba kerül a fogyasztók közül. Az előző, balatoni akción felbuzdulva újra bevetik a rendőrfőiskolásokat Járai és Hunyadi vezetésével az ügy felderítésére.
- 122. rész – Üldözés a toronyban (1998.09.30.)

A pécsi tévétorony presszójában egy táskának, a torony parkolójában pedig egy csempészárut rejtő kocsinak kell gazdát cserélnie. A táska a pénzzel rendben van, az autó azonban eltűnik. Pedig Hunyadi jól informált: a határon már felkészülten várják a szállítmányt, de hiába. Hunyadi informátora pedig holtan fekszik a torony melletti erdőben.
- 123. rész – Túszdráma a vonaton (1998.10.21.)

Mátét tapasztalatcserére a vasúti rendőrséghez vezénylik, ahol egy, a szerelvényhez kapcsolt speciális rendőrkocsival ismerkedik meg. Ez a vagon határtól határig kíséri a nemzetközi expresszt. Az út békésnek indul, ám váratlanul felborul minden: egy véletlen folytán veszélyes bűnözőre bukkannak, aki itt van valahol a vonaton…
- 124. rész – Pánik a műtőben (1998.11.04.)

Az ismert vállalkozót egy kereszteződésben, a piros lámpánál, fényes nappal, az autójában kivégzik. A gyilkosságnak van egy szemtanúja is, aki súlyosan megsérül. A feltételezett gyilkost elkapják, de a szemtanú vallomása mindennél fontosabb lenne…
- 125. rész – Tűzharc a pincében (1998.11.18.)

A villányi híres pincesoron nagy szüreti bál van, Borherceg és Borhercegnő választással és szabadtéri mulatsággal. A közeli zöldhatáron egy csempész rálő egy határőrre, majd lopott autón, motoron és kerékpáron menekül. Személyleírás nincs róla. Járaiék és a határőrség lezárja a környéket, a gyilkos azonban menedéket talál a szüreti bál forgatagában…
- 126. rész – Halál a versenyen (1998.11.25.)

Pécsett a szokásos évi autóversenyre készülnek. A vásártéri gyorsasági szakaszt Balogh Mátéék biztosítják. Ezen a szakaszon az egyik legesélyesebb versenypáros mitfarere rosszul lesz, majd meghal. A halál oka ismeretlen, nyom nincs. A verseny után a vásártéren pánik tör ki, egy veszélyes állat riogatja az embereket. A nyomok pesti állatkereskedésbe vezetnek…
- 127. rész – Bízz bennem! (1998.12.09.)

Hammond, a boldog kanadai vőlegény esküvőre érkezik magyar menyasszonyával. Amíg a vőlegény Végváron ajándékokat vásárol a családnak, a menyasszony és Hammond minden pénze eltűnik az autóból. Csak egy papír marad: Bízz bennem! felirattal. Hammond egy idő után Járaiékhoz fordul, akiknek nincs kétségük afelől, hogy a jóhiszemű kanadait jól átvágták…
- 128. rész – Harci papok (1998.12.23.)

Hunyadi a nyomozókat shaolin-kung fu táborba akarja kiképezni, ahol nem csak a harcművészetekre, hanem életfilozófiára is tanítanak. Közben a takarékszövetkezet egyik fiókját rablótámadás éri, és a biztonsági őr a rabló egyetlen ütésétől meghal. Az ütés nyoma arra mutat, hogy egészen speciális körben kell keresni a támadókat…
- 129. rész – Szilveszteri riasztás (1999.01.06.)

Végváron mindenki az évbúcsúztatóra készül. Mivel Máté szolgálatban van, barátnője Éva Bencével, a taxissal beszél meg estére programot. Bencét azonban hiába várják vissza utolsó fuvarjáról, csak azt lehet tudni, hogy két férfit vitt a határ felé. Bencét később a határ közelében, élet és halál között, lőtt sebbel találják meg. A riasztás Járait Barnáéknál, Hédi vacsorája közben éri…
- 130. rész – Nagy hal, kis hal (1999.01.20.)

A nevelőintézetből nemrég kijött fiatal pár szokatlan trükkel próbálkozik. A takarékszövetkezetbe érkező, pénzesebbnek látszó ügyfelek kocsijának kerekét kiszúrják, majd a pénzzel távozókat figyelik. Látszólag rendben megy minden, de a rablás utolsó pillanatában nagy meglepetés éri őket…
- 131. rész – A három zebra titka (1999.02.03.)

A híres múzeumban egy éve különös gyilkosság történt, melynek áldozatát a videókamera is rögzítette. Kiállítási tárgy nem tűnt el, indíték láthatóan nem volt, a nyomozás eredménytelen. A biztosító újbóli felméréséből azonban kiderül, három kép helyén különlegesen jó minőségű hamisítványok lógnak, s ezt eddig senki sem vette észre. Járai újra nyomozni kezd…
- 132. rész – Bomba a gyermekotthonban (1999.02.17.)

A gyermekotthon vezetőnőjét megfenyegetik, mert befogadta az intézetbe a határ mellett talált szerb nemzetiségű kisgyereket. A vezetőnő úgy gondolja, egyedül is meg tudja óvni a gyereket. Ám amikor rálőnek és kis híján megölik, Mátéhoz fordul segítségért. Eközben Szakács titkárnőjének is nyoma vész. Járaiék a gyerek védelmére kelnek, és üldözni kezdik az elkövetőt. De a merénylő profi, mindig köddé válik…
- 133. rész – Schengeni próba (1999.03.03.)

A határőr iskola legjobb tanulója öngyilkos lesz. A tanárok hiába kutatják, nem találják tettének indokait. A hallgatót a közeljövőben a nagylaki határátkelőhelyre vezényelték volna, ami kitüntetésnek számít. Ez ugyanis a legkorszerűbb, az EU szabványnak is megfelelő átkelőhely az országban, itt dolgozni kitüntetés. Egyre több gyanús körülményt találnak a hallgató halála körül, így megindul a nyomozás. A szövevényes bűnügybe Szakács, a polgármester és színésznő barátnője is belekeveredik…
- 134. rész – Kés a hátban (1999.03.17.)

Az ismert végvári gyártulajdonos késsel a hátában fekszik a járdán, ahol a határőrség találja meg. A sértett egészen biztos a támadó személyében. Miskát, az autószerelőt vádolja a rablótámadással. Miskának alibije nincs, indítéka viszont van! Minden ellene szól…
- 135. rész – Kísértet az alkotóházban (1999.03.31.)

Az ismert, külföldön élő magyar régész és képzőművész az alkotóházban dolgozik és kutat, amíg egyszer nyoma vész. Nathalinak, a svájci szobrásznőnek nem tetszik a dolog, ezért feljelentést tesz a végvári rendőrségen. Hogy Járai feltűnés nélkül dolgozhasson az alkotóházban, művészettörténésznek adja ki magát. Azonnal felfigyel Mihály, a fűtő rögeszméjére, aki azt képzeli, kísértet él a ház pincéjében…
- 136. rész – Veszélyes nászutasok (1999.04.07.)

Titkos üzleti megbeszélést hallgat ki egy nagystílű bűnöző takarítónője. Alkalmi barátjával akarnak hasznot húzni az információból és megszerzik az említett járművet, a sofőrt megölik. Ám fogalmuk sincs, hogy a számukra értéktelennek tűnő rakomány miért olyan nagy üzlet munkaadójának. A furgonban ugyanis csak négy darab, óriási plüssmackót találnak. Járaiék nyomozni kezdenek az elkövető után, és a bandafőnök is keresteti a párost. Eközben a határon túlról elindul az áruért a profi "átvevő".
- 137. rész – Felmentő ítélet (1999.04.29.)

A végvári bíróságon dolgozó bírónőt valaki fenyegeti, és kisfiával együtt zaklatja. A bírónőnek fontos ügyben kell a közeljövőben ítéletet hoznia, de erről senkinek nem hajlandó beszélni. Járaiék átnézik a periratot, nyomoznak, s eközben Vendel ügyel a csinos bírónő biztonságára…
- 138. rész – Melyik az igazi? (1999.05.13.)

A biztosítót zárás előtt egy fiatal lány fegyverrel kirabolja, majd elmenekül. A körözési fotó segítségével hamarosan horogra akad a határon. A személyleírás alapján azonban a körzeti megbízott is elcsípi a gyanúsítottat. A két lány döbbenetesen hasonlít, pedig állításuk szerint nem ikrek. Máténak sok türelemre van szüksége, hogy kibogozza a rejtélyt…
- 139. rész – Ló lovas nélkül (1999.05.20.)

A végvári gyárra kiírt tender ügyében több érdeklődő tartózkodik a városban, várva a polgármesteri hivatal döntését. Egyikük lovagolni indul, de a ló nélküle tér vissza a lovardába, a vállalkozó gyilkosság áldozata lett. Közben a végvári újságban gyalázkodó cikk jelenik meg Szakácsról, és a polgármester számláján ötmilliós, rejtélyes eredetű összeg jelenik meg. Járai a gyilkos, Szakács a becsülete után fut, s a két szándék hamarosan találkozik…
- 140. rész – Ökölharc a rádióban (1999.06.10.)

Járait egy vasárnap délelőtti műsorba hívják vendégnek a pesti Rádióba. Békésen indul az interjú, ám a stúdióba váratlanul összeverten beesik az ismert ökölvívóbajnok. Járai szolgálatba lép, lezárja az épületet, és a közben kiérkező pesti kollégával megkezdik a Rádió átkutatását. Az elkövető is megsérült, egyre nehezebben menekül. Járaiéknak több, a hallgatók által jól ismert rádiós személyiség is segít a nyomozásban. Az üldözés a legendás stúdiókon át vezet. Közben Végváron Mariéknál örvendetes események alakulnak…
- 141. rész – Négyszáz amper (1999.06.24.)

Erdélyi alkalmi munkások várják reggelente a végvári piacon, hogy dolgozhassanak. A fiatal erdélyi fiú itt ismerkedik meg egy végvári lánnyal, és felhőtlenül jól éreznék magukat, ám a fiú apja nem jön meg este a munkából. Egy ismeretlen vitte el őt, semmit nem tudni róla. A határőrök egy áramütötte idősebb férfi holttestét találják meg, akit az áramütés után próbáltak elrejteni az erdőben. Járaiéknak ki kell deríteni, hol érte a férfit a baleset. A fiatal fiú döbbenten hallja a hírt apja haláláról, és ő is igyekszik az igazság nyomába eredni újdonsült barátnőjével.
- 142. rész – Merénylet a színpadon I. (1999.07.22.)

Szakács és Járai Kisvárdára utaznak, Szakács Bodóhoz, Járai egy találkozóra. Este elmennek együtt a szabadtéri színház előadására. A kezdés után pisztolylövés, a primadonna összeesik, nagy a kavarodás. Járai szolgálatba helyezi magát, és lezáratja a színházat. Az érkező helyi rendőrkapitány azonban nem tart igényt a segítségére egy régi sérelem miatt és egyedül akarja kideríteni, ki és miért lőtt a színésznőre. Nehezíti a dolgot, hogy kiderül: a színpadon jelenlévők szinte valamennyien gyanúsítottak.
- 143. rész – Merénylet a színpadon II. (1999.08.05.)

A színház lezárva, keresik a merénylőt. Egyre tágul a gyanúsítottak köre. Képbe kerül egy képviselő is, aki a primadonna titkos barátja volt. A fegyver azonban nincs meg. A rendőrkapitány a színpadon nyomoz, Járai a háttérben, és egészen meglepő információkra bukkan… Közben Szakács keresi az eltűnt Bodót. Az egyik gyanúsított menekülés közben szinte halálra zúzza magát, aztán egy nem várt fordulattal a Kisváros egyik állandó szereplője is a gyanúsítottak közé kerül…
- 144. rész – Merénylet a színpadon III. (1999.08.19.)

A színház továbbra is be van zárva, a nyomozók keresik a merénylőt. Mari tisztázza magát és felvetődik a gondolat: talán nem is a művésznőt akarták megölni, ő csak vétlen áldozat. A színpadon kell lennie valakinek, akit igazából célba vettek. A nyomozók több ilyen személyt is találnak, teljes a káosz. Szakács továbbra sem találja Bodót, aki azonban váratlanul előkerül: igaz, egyáltalán nem úgy, ahogy azt várnánk – a leginkább gyanúsítható elkövetőként…
- 145. rész – Merénylet a színpadon IV. (1999.09.02.)

A színházat már órák óta lezárva tartja a rendőrség. Szakács részt vesz Bodó tisztázásában, ami nem könnyű. Közben Járai Marival bizonyítékok nyomába ered, s meglepő felfedezéseket tesznek. A nyomozókban egyre erősebb a gyanú, hogy valaki úgy rendezte a dolgokat, hogy Bodó tűnjön a valódi elkövetőnek. De ki és miért? A nézők is segítenek a probléma megoldásában, és már hajnalodik, mire Járai és Mari megszerzik a döntő bizonyítékot.
- 146.-147. részek Rendhagyó adások, melyekben a Merénylet a színpadon 1-4. részekből írt kétfelvonásos (nyári) kisvárdai előadásról készült felvételt adták le az őszi sorozatban. Később nem kerültek adásba. (1999.09.16./1999.09.30.)
- 148. rész – A csapda I. (1999.10.14.)

A hortobágyi üdülőfaluban titokzatos gyilkosság történik. A gyilkosság időpontjában tartják ott a rendőrség és a határőrség magas rangú tisztjei titkos találkozójukat, a Bűnmegelőzési Tanács konferenciájának árnyékában. Járai hivatalos a találkozóra és Végvárról még Nóra, a magánnyomozónő is, aki rendkívül furcsán viselkedik és nem magyarázható kapcsolatban van egy ismeretlen bűnszövetkezettel. Járai a gyilkosság és Nóra viselkedésének titkát próbálja kideríteni…
- 149. rész – A csapda II. (1999.10.28.)

Nóra, a magánnyomozónő újdonsült "ismerősét" is meggyilkolják az üdülőfaluban. Kemény Ferenc tábornok emberei kiderítik, valaki "ad" a konferenciáról, valakinek nagyon fontos, hogy megtudják: a főtisztek miért tartják a titkos találkozót. Közben egy kamion is eltűnik, és a szeszhamisítás is képbe kerül. Nórának egyre nehezebb elviselni a lelki terrort, mellyel megbízói tartják fogva, de nem szólhat Járainak, folytatja a kettős játékot tovább…
- 150. rész – A csapda III. (1999.11.11.)

Járaiék az üdülőfaluban elkapnak egy bűnözőt, akinek feladata volt a tábornoki tanácskozásról az anyaggyűjtés. Az illető azonban mielőtt kihallgatnák, különös körülmények között meghal a kórházban. A szeszhamisító telepet megtalálják, de a rendőröket és a vámőröket kínos meglepetés éri. Most már Járai előtt is világos: a végvári magánnyomozónő, Nóra a bűnözőkkel tart, de hogy miért, még senki sem tudja…
- 151. rész – A csapda IV. (1999.11.25.)

Az üdülőfaluban titkos találkozóra összegyűlt főtisztek már tudják, a szeszhamisítás csak fedőakció, jóval nagyobb bűncselekmény készül a szervezett bűnözés területén. Barna tábornok a szomszédos országokból gyűjt információkat. Kiderül, a szervezett alvilág Nórát az édesanyjával zsarolja, rajta keresztül próbálnak információkat szerezni a tábornokok megbeszéléseiről. Képbe kerül egy ismeretlen hölgy is, akire azonban rálőnek, pedig Járai már biztos volt benne, a hölgy az ő embere…
- 152. rész – A csapda V. (1999.12.09.)

A hortobágyi üdülőfaluban tovább folyik a titkos nyomozás. A főtisztek kiderítik, hogy Nórát folyamatosan lehallgatják. Közben egy ismeretlen hölgyre rálőnek, ezt követően Zelnik őrmester éjjel-nappal őrzi. Járaiék rájönnek, hogy Nórát az édesanyjával zsarolják, rajta keresztül próbálnak információkat szerezni a tábornokok megbeszéléseiről. Kemény Ferenc tábornok a számítógép lemez segítségével csapdát állít a bűnözőknek…
- 153. rész – A csapda VI. (1999.12.23.)

Járai szemmel tartja Nórát, de hagyja a nőt szabadon mozogni. Azt reméli, előbb-utóbb elvezeti a nő a megbízóihoz. Tardos rokonszenvezik Nórával, ezért magánakcióba fog. A kép lassan kezd összeállni: a szervezett alvilág értékes tranzitszállítmányt vár. Közben Kármen arra kényszeríti Nórát, hogy – akár Járai megölése árán is – szerezze meg a számítógépes lemezt, amelyen a titkos megbeszélés anyaga van.
- 154/I. rész – A jóslat I. (154.) (2000.01.06.)

Hédi patikájában egy furcsa ember bukkan fel: Théra a jós, aki itt rendezi be egy hónapra a jósdáját. Közben Vera édesapja öngyilkosságot követ el. A tett megmagyarázhatatlan, ezért Vera nem fogadja el ezt a változatot és feljelentést tesz. Máté, Vera barátja titokzatos összefüggést fedez fel a jósda és az öngyilkosság között, és elindul ennek nyomában. Mari egyre több időt tölt az egyetemen, Zolnay pedig egyre nehezebben viseli a monogám életformát…
- 154/II. rész – A jóslat II. (155.) (2000.01.13.)

Folyik a nyomozás Vera apjának halála ügyében. Az öngyilkosság teória megdőlt, és a nyomok a jós, Théra tevékenysége felé vezetnek. Vera magánnyomozásba kezd, látva, hogy hivatalosan nem elítélhető egy jóslat következménye. Théra előéletéről érdekes adatok jutnak Járai tudomására, így most már ő is hinni kezd Verának…
- 155/I. rész – Gyilkos játszma I. (156.) (2000.01.20.)

A szervezett bűnözéssel kapcsolatban álló könyvelőt kilökik a vonatból, amikor koronatanúként a tárgyalásra igyekszik. Ezért el kell engedni az előzetesből Királyt, a bandavezért. A rendőrség különböző egységei összefognak, hogy bizonyítékot szerezzenek. Közben Király magánbosszút tervel: míg ő a börtönben volt, régi barátnője nyakára hágott minden vagyonának…
- 155/II. rész – Gyilkos játszma II. (157.) (2000.01.27.)

Folyik a bizonyítékszerzési akció Király ellen. Közben váratlanul megjelenik Máté édesanyja, és fiát össze akarja házasítani Verával, Máté barátnőjével. Király, a kiengedett bűnöző közben kitalálja, mivel büntesse barátnőjét és annak szeretőjét. A terv ördögi és látszólag sikerrel is jár. Zolnayt a Ferihegyi repülőtérre vezénylik, határőrparancsnoknak. A rendőrség, az adónyomozók és a szervezett bűnözés ellen dolgozók leszámolásra készülnek Királlyal szemben.
- 156/I. rész – A kísérlet I. (158.) (2000.02.03.)

Hédinél felbukkan egy rég nem látott rokon. Találmányát ellopták, ezért jött haza. Mari, mint az egyetemi előkészítő hallgatója segít a rokonnak az állítólagos tolvaj közelébe kerülni. Barnának egyre gyanúsabb a rokon. Közben az egyetemen különös események zajlanak. Szakácsnak új titkárnője lesz, aki körül sok a megfejtenivaló. Mari jóindulatú rádióriportja után az egyetem egyik kutatója váratlanul eltűnik.
- 156/II. rész – A kísérlet II. (159.) (2000.02.10.)

Az egyetemről elrabolt kutató után folyik a nyomozás, közben a találmány tulajdonosának személye körül is bizonytalanság bukkan fel. Ráadásul a konkurenciának nem érdeke, hogy a kísérlet sikerüljön. Hédi rokona látszólag segíti a rendőrségi munkát. Járaiék csapdát állítanak az egyetemen a bűnözőknek, a tűzharcban meglövik Járait is…
- 157. rész – Vérdíj (160.) (2000.02.24.)

Járai alezredes nagy összegű kártyahamisítás tettestársai után nyomoz. A szálak a végvári polgármester Pestről ideköltözött új titkárnője és lánya lakásába vezetnek. Balogh Máté és barátnője kapcsolatának alakulását Máté édesanyjának és Vera édesapjának felbukkanása teszi próbára. Zolnay és felesége, Mari házassága az asszony egyre növekvő elfoglaltsága miatt kerül válságba. A pécsi színházban a végvári polgármester színésznő barátnője "felkarolja" a rivális, új titkárnő lányát, Vivient.
- 158. rész – Az idegen (161.) (2000.03.09.)

Nyolcszázmilliós áfa-csalás foglalkoztatja az adónyomozó- és a rendőri szerveket. A klasszikus recept, egy külföldi nevére íratott cég csődjének bejelentése, a magyar cégtársak lelépése a milliókkal, ezúttal a külföldi Magyarországon való váratlan felbukkanásával nem várt fordulatot vesz. A szálak Végvárra vezetnek, és az események Zolnay százados feleségét, Marit is beavatkozásra késztetik egyetemi csoporttársa életének megmentése érdekében.
- 159. rész – Cserbenhagyottak (162.) (2000.03.21.)

Végvár közelében cserbenhagyásos halálos gázolást helyszínelnek a rendőrök. A nyomok Járai alezredes Svájcból érkező hölgyismerősére terelik a gyanút. A repülőtéren szolgálatát teljesítő Zolnay határőr százados a Londonból érkező stewardess ismerősétől kapott ajándék révén kábítószerrel kapcsolatos bűnügybe keveredik. A két ügy felderítése során a magánéleti vonatkozások is komoly szerepet játszanak.
- 160. rész – Ékszerrablás (163.) (2000.04.04.)

A végvári ékszerboltban fegyveres rablást követnek el, az eset szenvedő tanúja Bodó Kati és Vivien. Az elkövetők külföldiek. Járai megszervezi az üldözésüket. A menekülők több rendőrt megsebesítenek, amíg végül sikerül elkapni őket, igaz az egyikük nem éli túl az akciót. Járaiék elégedettek lehetnének, ám egy váratlan fordulat új megvilágításba helyezi az egész rablást… Mari az új főnökével egy vidéki szállodában meglehetősen jól érzi magát, ezalatt Zolnayhoz betoppan a stewardess, aki ellen eljárás folyik kábítószer-csempészés miatt. Járai egyre inkább meg van győződve arról, hogy az ékszerrablás ügyében valaki az orruknál fogva akarja vezetni őket…
- 161. rész – Keresd Charlie-t! (164.) (2000.04.18.)

Tardos, az APEH-nyomozó veszélyes feladatra vállalkozik. Titkosszolgálati módszerekkel akarja kideríteni, hogy ki lehet az, aki az áfa-csalóknak a legbiztosabb tippeket szolgáltatja. Főnökétől két hetet kap, hogy beépüljön a bűnözők közé. Egy rejtélyes módon dolgozó könyvelőiroda nyomára akad, élén a híres Charlie-val, akivel még senki sem találkozott személyesen… Tardosnak sikerül, de ez a találkozás valódi meglepetés… Zolnay és Mari érzelmileg eltávolodnak egymástól, Hédi és Barna távolról figyeli őket kétségbeesetten. Szakács egyre inkább jól érzi magát Helga társaságában. Tardosnak Végvár környékén nyoma vész, az APEH nyomozóhivatal Járai segítségét kéri?
- 162. rész – Kölcsönautó (165.) (2000.05.16.)

Bodó kölcsönkéri barátnője autóját. Egyikük sem sejti, hogy a divatos márkájú kocsit már kinézte magának egy szervezett autótolvaj banda. Egy jól előkészített akcióban Bodót kilöknék az autóból és elhajtanának, csakhogy Bodó az egyik támadójában felismeri gimnáziumi osztálytársát. Ezért a rablók őt is magukkal viszik és bezárják egy műhelybe, amíg döntenek a sorsa felől. Bodó a régi iskolatárs segítségére számít, aki azonban nehezen tehet bármit is… Bodó és az autó eltűnése felkavarja a színház életét, Járaiéknak rendkívül kevés nyom áll rendelkezésükre ahhoz, hogy megtalálják mindkettőt. A szervezett banda "főnökségében" döntés születik: a színésznőt végképp el kell tüntetni… Máté már a házasság gondolatával játszik, Vera azonban késlelteti a dolgot, valamire, vagy valakire vár még…
- 163. rész – A harmadik (166.) (2000.05.30.)

Aranka, Máté édesanyja megvett Végváron egy házat, és fel akarja újítani. Az előkészületek során nagy meglepetés éri: egy rejtekhelyen halom régi ötezres köteget talál. Járai és Barna arra gondolnak, a pénz egy régi fegyveres rablásból származik: a határ közelében támadtak meg egy pénzszállító autót, és a biztosító határőrt megölték. Járai tehát újra nyomozni kezd, különösen, hogy a két régebbi gyanúsítottat a közelmúltban megölték. Végváron felbukkan egy makulátlan öregúr, aki Arankának csapja a szelet, és egy furcsa indokkal nagyon szeretné belülről is látni a házat… Aranka valódi veszélybe kerül. Karesz is a rendőrségen köt ki, a helyi állatkereskedő feljelentése alapján. Hédi felvesz a patikába egy új, fiatal segédet, de nem sejti, milyen veszélyt vállalt ezzel magára. Járai és Barna rekonstruálja a régi bűnügyet, és meglepő felfedezést tesznek…
- 164. rész – Tragédia az erdőszélen (167.) (2000.06.27.)

A fiatal favágó fiú szenved apja brutalitásától, nehezen tűri már azt, ahogy az édesanyjával bánik. Az apa eltűnését jelentik Járaiéknak, akik a nyomozás során eljutnak a fiúhoz, sőt, megtalálják a holttestet is. A fiú mindent magára vállal, az ügyet le lehetne zárni, de Járai megérzése mást mond. És valóban: újabb személy jelentkezik, aki szintén vállalja a gyilkosságot… Járai azonban egy harmadik személy után nyomoz… Közben Zolnayék a repülőtéren egy nőt figyelnek, aki az iratai alapján burmai. A tranzitváró is egy tettenérés helyszíne lesz… Végváron felbukkan Helga volt férje, akit kiengedtek a börtönből, a férfi Vivient akarja látni…
- 165. rész – Retteg a város (168.) (2000.10.02.)

Sorozatgyilkos tartja rettegésben az országot. Járai tagja lesz annak a különleges válogatott nyomozói csapatnak, akik a felderítést végzik. Az elkövető látszólag összefüggéstelenül fojtja meg áldozatait, a látszat azonban csal. Végváron is megfojtanak egy fiatal nőt, a végvári polgárok is rettegni kezdenek, a gyilkosság körül sok furcsaság van. Egy ismeretlen figyeli Verát, Máté barátnőjét, követi mindenhová. Hédi döbbenten veszi tudomásul, hogy a megfojtott fiatal nő az ő segédje volt a patikában, és halála előtt nagy adag kábítószert rendelt, de a gyógyszer nincs sehol. Járai rájön az összefüggésre az áldozatok között, ez a felismerés azonban azt mutatja: valaki, a Kisváros egyik állandó szereplője is a gyilkos látókörébe fog kerülni előbb-utóbb…
- 166. rész – Gázkitörés (169.) (2000.10.17.)

A kisváros közelében lévő település lakosságát mérgező szén-dioxid gáz kitörése miatt ki kell telepíteni. A Katasztrófavédelem vezetői azonnal megkezdik a kárelhárítás megszervezését. Az emberek ellátása mellett a közbiztonság és vagyonvédelem feladatait is meg kell oldani. Járai alezredesnek és beosztottjának, Balogh Máté hadnagynak még ilyen rendkívüli körülmények között is akad munkája, a veszélyeztetett területen felfedezett holttest minden kétséget kizáróan bűntény elkövetésére utal…
- 167. rész – Orvosi eset (170.) (2000.10.31.)

A kisváros kórházának szemetesében holtan találják az ígéretes karrier előtt álló fiatal orvosnőt. A nyomozás során Járai alezredes és Balogh Máté hadnagy munkáját ugyancsak megnehezíti a doktornő magánélete körüli folyosói pletykák…
- 168. rész – Sötét üvegek (171.) (2000.11.14.)

Járai alezredes és Balogh Máté hadnagy, valamint a melléjük gyakornokként beosztott sármos Sípos hadnagy ezúttal egy, a környéken speciális szolgáltatásáról közismert hölgy halálának körülményeit próbálja felgöngyölíteni. A határon a vámvizsgálat során Hadik százados gyanús eredetű italszállítmányra bukkan, ám a sofőrt lelövik mielőtt vallomást tehetne. A két eset szálai a Kisváros és környékén futnak össze. Miközben zajlik az élet a város különböző helyszínein, a polgármesteri hivatalban, a kórházban, a színházban, a Járai-csapat bravúros nyomozása során fény derül a sötét üvegek rejtélyére is.
- 169. rész – Gazdátlan veszedelem I. (172.) (2000.11.28.)

A vidéki nagyváros repülőtere nem mindig volt a nyugalom szigete. Néhány – a közelmúltból visszatért – titokzatos személy megjelenése több szálon nyomozást indít el. Fény derül arra, hogy a tanga nemcsak egy szexis női fehérnemű…, és ezen még Járai is csodálkozik.
- 170. rész – Gazdátlan veszedelem II. (173.) (2000.12.12.)

A tanga nem csak egy "szexis" fehérnemű, hanem egy súlyos és veszélyes titok. Megszerzése több személy számára is fontossá válik, akik semmitől sem riadnak vissza, és ezen már Járai sem csodálkozik. A végső összecsapást a rendvédelmi szervek összehangolt beavatkozása számolja fel.
- 171. rész – Bűnös örökség (174.) (2000.12.26.)

Egy türelmetlen fiatalember mielőbb át akarja venni a kétes vállalkozások irányítását. Nehézségei támadnak, közben már Járai és a VPOP is a nyomában van.
- 172., 173., 174. számozással nem kerültek epizódok adásba, feltehetőleg a korábban bemutatott Jóslat, Gyilkos játszma és a Kísérlet című epizódok "I-II." formában használt számozása miatt, aminek következtében felborult a számozási sorrend, amit csak ennek a három számnak a kihagyásával lehetett korrigálni.
- 175. rész – Az érettségi találkozó (2001.01.09.)

Járai egyik osztálytársa egy hegyi szállodában érettségi találkozót szervez. Az osztályfőnök kérdései és néhány esemény emberi sorsok alakulásába enged betekintést.
- 176. rész – A rendszergazda (2001.01.23.)

Videókamerával rögzíti egy férfi saját öngyilkosságát, aki nemrég jött Végvárra. Szoftverfejlesztő. Marit értesíti csak egyedül a különös cselekedetről, akit már régóta követ. Járaiék megállapítják, nem öngyilkosság történt, sőt az is kiderült, a férfi személyazonossága is ismeretlen, nem az akinek mondta magát. Nagy veszélyben volt, ezért készült a látványos öngyilkosságra. Közben furcsa alakok érkeznek a városba, akik a férfi után érdeklődnek, és nagyon szeretnének megszerezni egy programlemezt. Közben váratlanul megbolondul a polgármesteri hivatal számítógéprendszere, Végváron nukleáris riadót jeleznek a műszerek, pánik tör ki, minden a feje tetejére áll… Mi lehet a történések közötti összefüggés? Járai kénytelen megismerkedni a számítógépek világával.
- 177. rész – Megégett álmok (2001.02.06.)

Kálmán, a kisvárosi uszoda úszómestere kellemes, szerény ember. Melinda, az uszodába járó fotómodell kedveli őt, de Kálmánnak felesége van, nem is akárki: egy szoros alvilági kapcsolatokkal rendelkező nő, akinek egyre terhesebb lesz férje gyanakvása. Kálmán válaszút elé állítja feleségét, majd nem sokkal később egy közlekedési balesetben azonosítják. Járaiék megkezdik a nyomozást, az eset világosnak látszik, az adónyomozók is elég bizonyítékot gyűjtöttek a feleség ellen. Ám Kálmán, a halottnak hitt férj váratlanul felbukkan Melindánál…
- 178. rész – Aranka bajban van (2001.02.20.)

Balogh Máté édesanyja, Aranka találkozóra készül régi ismerősével, Jenővel, de a randevúból emberrablás lesz. Aranka eltűnik, fogva tartói egy titokzatos borítékot keresnek rajta, és Balogh Mátét is megzsarolják. Járai Siposra bízza a nyomozást. Az események nem várt fordulatot vesznek.
- 179. rész – Halálos emlék I. (2001.03.6.)

Járai alezredes életében nagy változás állott be: középiskolás-kori szerelme, Klára – álnéven író és krimiszerző – Végvárra költözött. Ez idő tájt indult az a gyilkosságsorozat, amelynek első áldozatai között látszólag érthetetlen kapcsolatokra derül fény: a szélhámos Péterfyt ugyanúgy ütik agyon, mint egykori gimnáziumi osztálytársát, a naiv és becsületes tűzoltótisztet, Gáspárt. Péterfynél elavult építési tervrajzokat találnak, a tűzoltót pedig színházi jelmezbe öltöztették halála után. De színházi jelmezben találják meg a harmadik áldozatot is: Kamillát, a pizzafutárt…
- 180. rész – Halálos emlék II. (2001.03.20.)

Újabb áldozat! Egy pizzafutár nő színházi jelmezbe öltöztetve, holtan fekszik a színház öltözőjében. Az áldozatokról már kiderült, egy gimnáziumi osztályba jártak. Vajon mi miatt kell most mindnyájuknak meghalni? Vége van már az öldöklésnek? Az összefüggés ismeretében elvetik az elmebeteg sorozatgyilkos lehetőségét. Járai és kollégái egy sötét titokra bukkanak, mely közelebb viszi őket a megoldáshoz…
- 181. rész – Izomláz I. (2001.04.03.)

A végvári testnevelőtanár fia holtan esik össze az utcán: szívroham végez vele. Előtte semmi baja nem volt a szívének. Járai gyanakszik, úgy érzi, a fiú nem természetes halállal halt meg. A nyomok egy testépítő szalonba vezetnek, ahová a fiú járt. Itt keresi Máté azt a furcsa vegyületet, ami a tragédiát okozhatta. Közben az apa is elkeseredett nyomozásba kezd, segítenek neki fia osztálytársai is, de ez a partizánakció könnyen végzetessé válhat…
- 182. rész – Izomláz II. (2001.04.17.)

Az utcán meghalt fiú ügyében a nyomozás a holtpontra jutott. Nem találják a halált okozó anyag nyomát. Hadik nyomozóként most dolgozik először, beépül a testépítő szalonba és kapcsolatba kerül a testépítő szerek forgalmazójával. Ez azonban nagyobb veszélyt jelent számára mint azt hitte… Ráadásul Járaiék munkáját egyre jobban akadályozza az áldozat apjának magánnyomozása is.
- 183. rész – Három vadász (2001.05.01.)

A Tisza-tónál békés nyári napokat töltenek az ott pihenő, strandoló, gondtalan fiatalok. Az idilli képet egy postás autó kirablása és a vízben talált halott férfi zavarja meg. Járai vezeti a nyomozást, és éles logikájával rájön az események közötti összefüggésre és közel kerül az elkövetőkhöz…
- 184. rész – Ki nevet a végén? I. (2001.05.15.)

Egy játékos kedvű vállalkozó megbízásából megsebesítik egy kelet-magyarországi nagyváros rendőrkapitányát. Az ügy felderítésével Járait bízzák meg, aki mint mindig, most is rájön az igazságra…
- 185. rész – Ki nevet a végén? II. (2001.05.29.)

Egy autó felrobbant, a kórházban gyilkossági kísérlet történt. Járai már tudja: bosszú motiválja a városi rendőrkapitány elleni támadásokat.
- 186. rész – Gyilkos szerep I. (2001.06.12.)

Egy építkezésen váratlanul bűncselekmény áldozatára bukkannak. Az azonosítás nehéz. Meglepetést és bonyodalmat okoz, amikor a feltételezett áldozat jó egészségben megjelenik. Járai gyanút fog…
- 187. rész – Gyilkos szerep II. (2001.06.26.)

Mándoki, a régi komédiás színre lépése átmenetileg megzavarja a nyomozás menetét. Ám Járai már tudja: a gyilkost a kulisszák mögött kell keresni…
- 188. rész – Veszélyes napraforgók I. (2001.09.04.)

A műkincskereskedő ellenőrzése nyomán gyanú merül fel, hogy a XVI. századi festmény illegális úton jutott az országba. Járai alezredes és munkatársai még nem sejtik, hogy egymással vetélkedő bűnözőkkel kerülnek szembe…
- 189. rész – Veszélyes napraforgók II. (2001.09.11.)

Az előző részben megöltek egy köztiszteletben álló műkincskereskedőt, és géppisztolyos támadást hajtottak végre egy különleges ikont megvásárló ócskás ellen. Járai alezredesnek feltűnik, hogy beosztottja, Tülkös százados asszony szokatlan indulattal és vehemenciával nyomoz az ügyben…
- 190. rész – Gyilkos hírek I. (2001.10.02.)

Egy hullát találnak a kamionparkolóban. A szabadtéri színpadon a világhírű musical, a Jekyll és Hyde próbái folynak. A gyilkosságot hamarosan egy másik követi. Járaiban felébred a gyanú: a két eset valamiképpen összefügg a szabadtéri zenés produkcióval.
- 191. rész – Gyilkos hírek II. (2001.10.09.)

Az előző epizódban meggyilkolnak egy fiatal nőt. A nyomozás során felmerülő különös összefüggésekből Járaiék arra a következtetésre jutnak, hogy csapdát kell állítani a tettes kézre kerítésére.
- 192. rész – Anya és lánya I. (2001.10.30.)

Juli, a színház bőbeszédű titkárnője egy soproni bevásárlóközpontban váratlanul megpillantja unokanővérét. Az esemény nagyon felzaklatja, mivel a rokona 7 éve halott. Valóban őt látta, vagy csak egy hasonmást? Járai rosszul lesz, mentővel kórházba szállítják. Helyettese Dömötör alezredes, a város egykori rendőrkapitánya lesz…
- 193. rész – Anya és lánya II. (2001.11.13.)

Julit, a színház titkárnőjét egy erdőben holtan találják meg. A betegségéből nemrég felgyógyult Járai alezredes veszi kezébe a nyomozást. A háttérben egy családi tragédia bontakozik ki.
- 194. rész – Eladni vagy meghalni I. (2001.12.04.)

A több bűncselekmény miatt is körözött Hetesi bérgyilkosságra készül. Az osztrák hatóságok is keresik, csempészéssel és rablással gyanúsítják. A szálak Nyíregyházán és Sopronban futnak össze, Járaiéknak ezúttal egy jól szervezett bűnözőcsoportot kell felszámolniuk.
- 195. rész – Eladni vagy meghalni II. (2001.12.11.)

Járaiék gyilkosság és más bűntettek miatt nyomoznak Sopronban és Nyíregyházán. Hetesi és megbízói körül szorul a hurok. Az események felderítését megnehezíti a bűnözők egymás közti leszámolása…